# Bordkniv
En bordkniv er et stykke spisebestik med kun én skærende æg. Den bruges ved borddækning ved hver kuvert. Bordknive er normalt kun moderat skarpe, da de er beregnet til at skære i tilberedte retter. Bordknive har normalt en rundet spids.